# 알바이이나
꾸란의 98번째 장, 알바이이나는 선지자 무함마드가 계시하는 메시지에 관한 기독교인의 진실한 신앙, 내세의 행복한 사람과 불행한 사람을 다루고 있다.
에덴의 천국에 있게 되는 것이 현세에서 믿음을 갖고 선행을 한 자들에 관한 보상이라고 한다.
| 이 전 알카드르 | 수라 98 (아랍어 원문) | 다 음 질 잘 |
| 1 2 3 4 5 6 7 8 9 10 11 12 13 14 15 16 17 18 19 20 21 22 23 24 25 26 27 28 29 30 31 32 33 34 35 36 37 38 39 40 41 42 43 44 45 46 47 48 49 50 51 52 53 54 55 56 57 58 59 60 61 62 63 64 65 66 67 68 69 70 71 72 73 74 75 76 77 78 79 80 81 82 83 84 85 86 87 88 89 90 91 92 93 94 95 96 97 98 99 100 101 102 103 104 105 106 107 108 109 110 111 112 113 114 |                       |             |